# Victor Amadeus I, Duce de Savoia
Victor Amadeus I (italiană Vittorio Amedeo I di Savoia), (n. 8 mai 1587, Torino, Ducatul de Savoia – d. 7 octombrie 1637, Vercelli, Piemont, Italia) a fost Duce de Savoia din 1630 până în 1637. De asemenea a fost rege al Ciprului și rege al Ierusalimului.
1. 1 2  RKDartists, accesat în 22 iulie 2019
2. ↑  IdRef, accesat în 5 martie 2020
3. ↑  Czech National Authority Database, accesat în 23 martie 2023